# Boothville

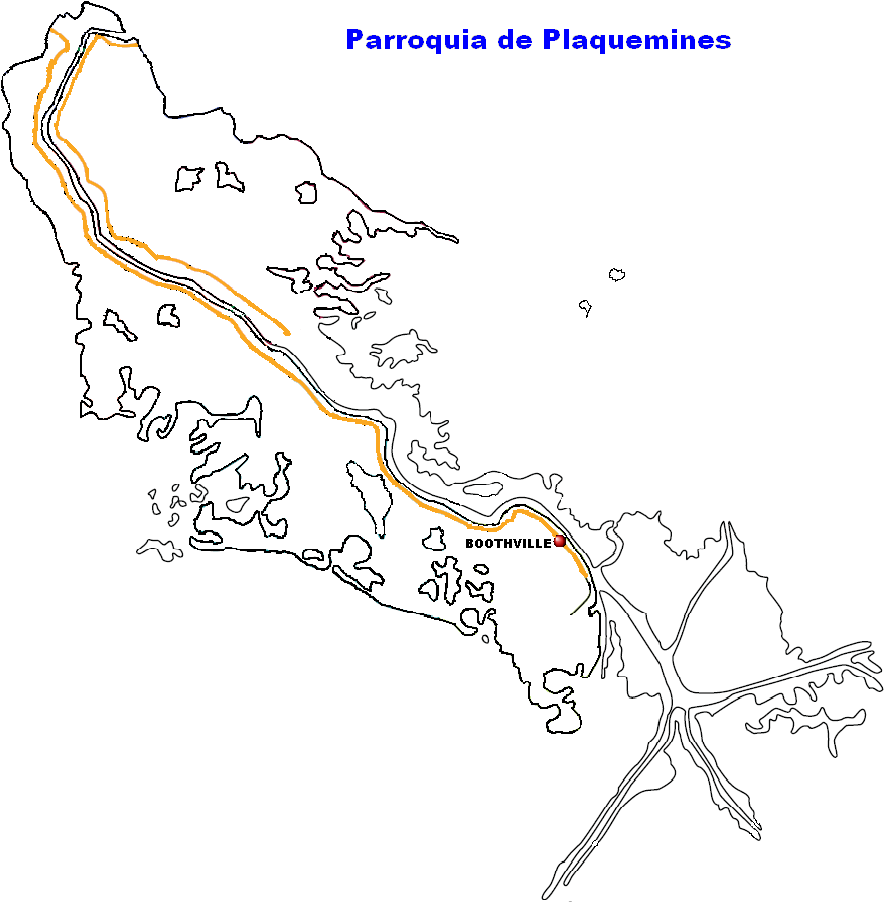
Localización de Boothville en el mapa de la Parroquia de Plaquemines.

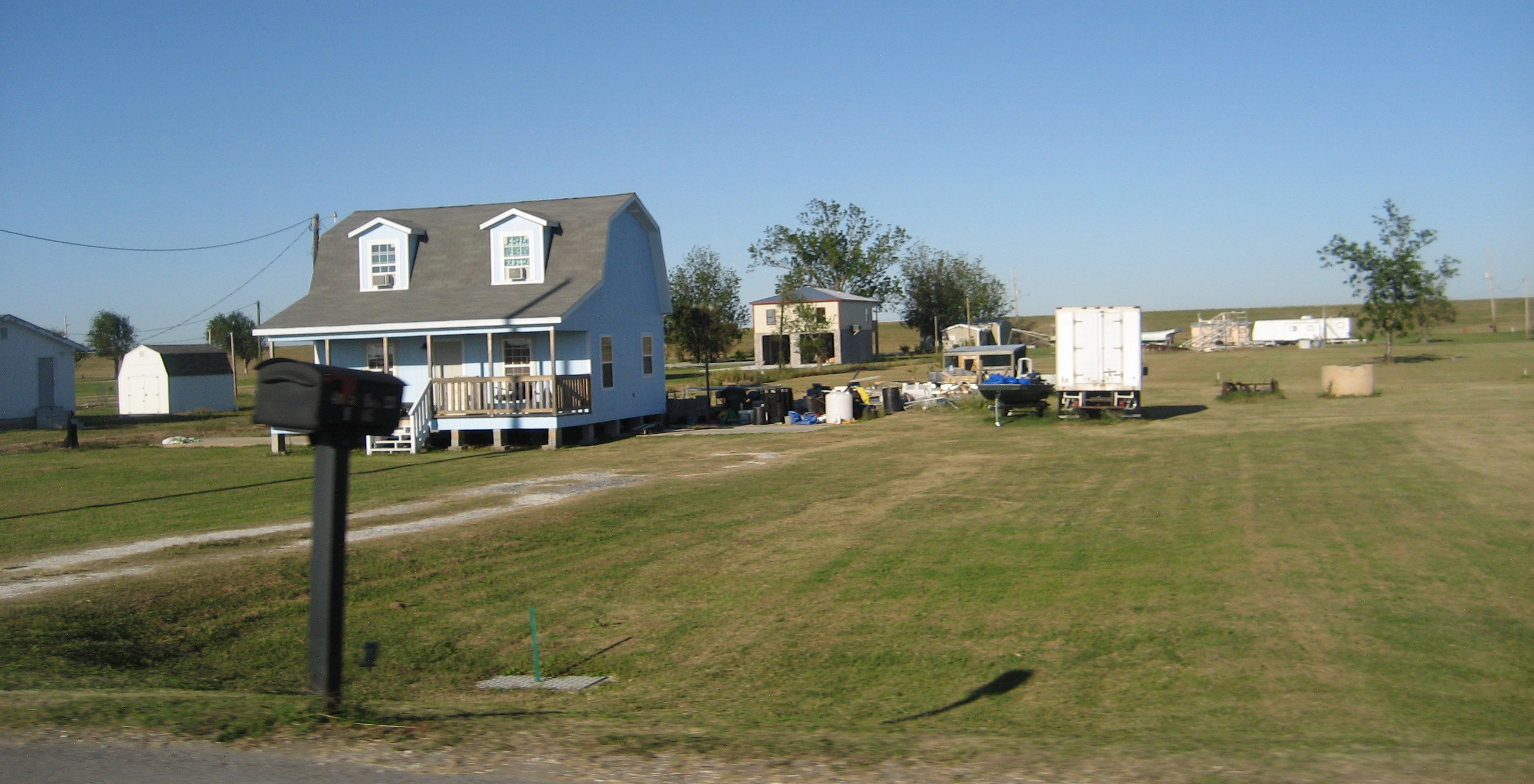
Caserío en Boothville.

Boothville es un establecimiento localizado sobre el delta del río Misisipi, ubicado en la parroquia de Plaquemines en el estado estadounidense de Luisiana. Es un lugar designado por el censo. En el Censo de 2010 tenía una población de 854 habitantes y una densidad poblacional de 88,57 personas por km².

## Territorio y población
La comunidad posee una población de unas 1.740 personas (censo del año 2000). Mientras que su territorio abarca una superficie de 6,5 kilómetros cuadrados. Por ende la densidad poblacional es de 267,69 habitantes por km².

## Geografía
Boothville se encuentra ubicado en las coordenadas 29°19′57″N 89°24′21″O / 29.33250, -89.40583 (29.317853, -89.390416). Posee la característica de encontrarse a una altura de -3 pies sobre el nivel del mar. Según la Oficina del Censo de los Estados Unidos, Boothville tiene una superficie total de 9.64 km², de la cual 5.57 km² corresponden a tierra firme y (42.28%) 4.08 km² es agua.

## Demografía
Según el censo de 2010, había 854 personas residiendo en Boothville. La densidad de población era de 88,57 hab./km². De los 854 habitantes, Boothville estaba compuesto por el 61.24% blancos, el 24% eran afroamericanos, el 2.46% eran amerindios, el 6.09% eran asiáticos, el 0.12% eran isleños del Pacífico, el 0% eran de otras razas y el 6.09% pertenecían a dos o más razas. Del total de la población el 0.94% eran hispanos o latinos de cualquier raza.

## Huracán Katrina
Boothville está muy cerca de donde el huracán Katrina tocó tierra el 29 de agosto de 2005. Según el diario "The Advocate" de Baton Rouge, muy poco de este establecimiento quedó de pie luego del paso de Katrina, los pocos edificios que han sobrevivido se inundaron y el agua llegaba hasta los tejados, y la zona de huertos de naranjos también se había sumergido. El único edificio que apenas fue dañado fue la escuela secundaria "Boothville High School", que fue construida después de los huracanes Camille y Betsy con pilotes de hormigón a 14 pies por encima del suelo para proteger las aulas de la marejada, y fue diseñada con altas y estrechas ventanas para disminuir el riesgo de rotura de cristales que podrían provocar los desechos en vuelo. La escuela se reabrió en 2006.